# Luce Eekman
Pour les articles homonymes, voir Eekman.
Luce Eekman, née le 28 juin 1933 à Parisoù elle meurt le 2 février 2025, est une architecte française, ayant figuré au cinéma et au théâtre. Elle est la fille du peintre Nicolas Eekman, dont elle s'emploie à perpétuer la mémoire.

## Biographie

### Réalisations architecturales

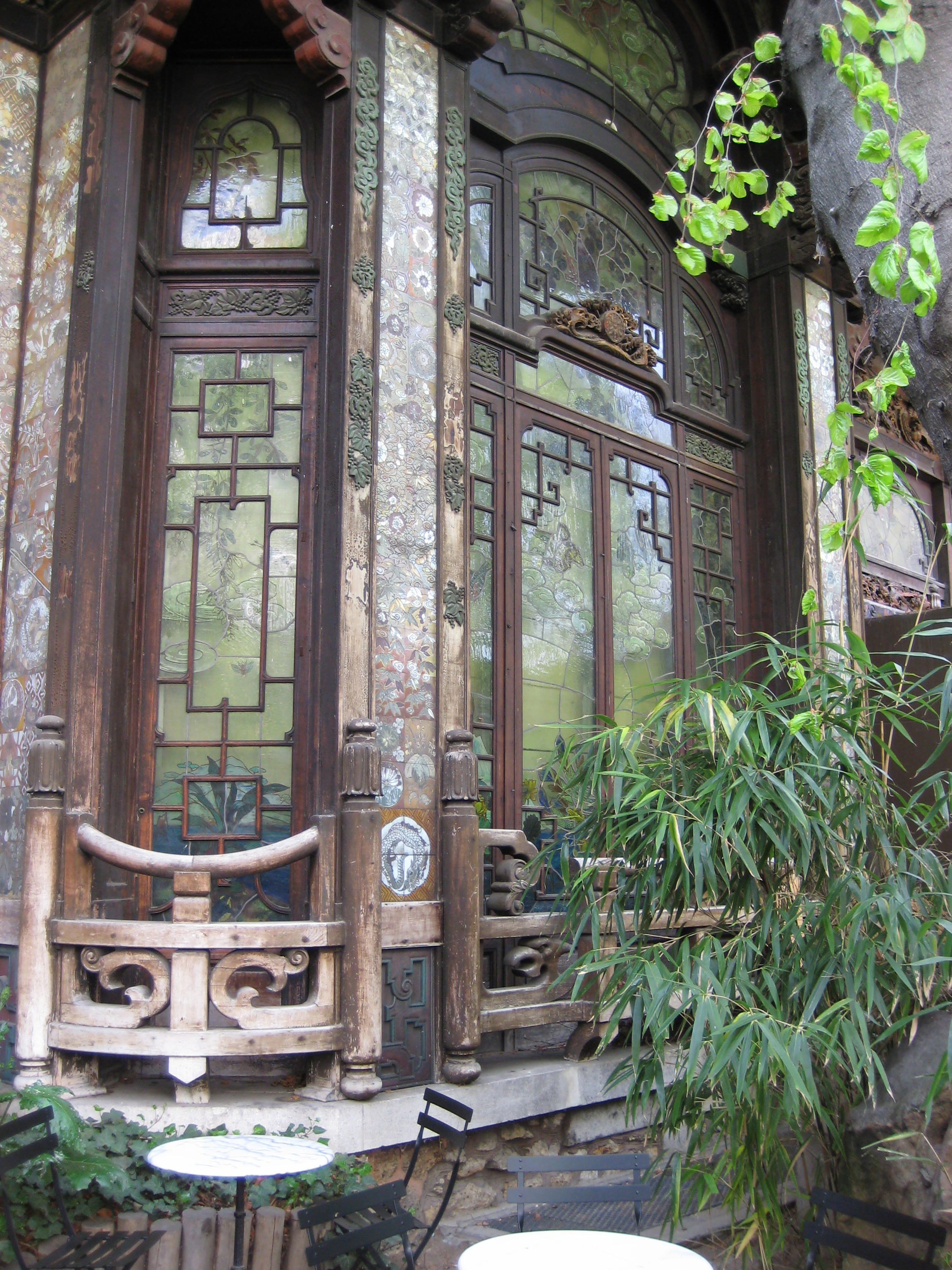
La Pagode, vue du jardin japonais.

Élève d'une école Montessori puis de l'École Alsacienne, Luce Eekman est sortie diplômée de l'École spéciale d'architecture. Pendant ses études, elle a obtenu avec ses camarades un résultat excellent pour le relevé architectural de l'Abbaye du Thoronet, située dans le Var. Son diplôme de fin d'études, obtenu en 1959, était un projet de centre de recherches archéologiques situé en Haute-Égypte.
Par la suite, sa réalisation la plus notable réside dans la restructuration du célèbre cinéma La Pagode situé rue de Babylone à Paris 7e, œuvre qui a recueilli la reconnaissance de la critique sur son travail : 

« Le résultat est une réussite exemplaire ; on la doit à une jeune architecte: Luce Eekman. Le féminin mérite d'être souligné. Il y a en France environ 4% d'architectes qui sont des femmes. On leur confie de préférence les chantiers sans intérêt. Le hasard seul permit à Luce Eekman d'avoir à affirmer sa compétence, son goût, son efficacité dans ce chantier de 250 millions qui multipliait les embûches techniques et nécessita les travaux complémentaires de la Socotec. »

Elle répondait alors à une commande de Louis Malle en 1972, à la fin de créer une salle supplémentaire en sous-sol ainsi qu'un salon de thé dans le jardin japonais,. La rénovation de ce lieu culturel chargé d'histoire, effectuée par Luce Eekman en collaboration avec l'architecte François Debulois, a nécessité d'importants travaux, soit la création d'une seconde salle de cinéma en sous-sol de 175 places, creusée sous la première, la remise en état du jardin japonais effectuée par Patrick Tabarly, le frère du navigateur Éric Tabarly, et la création d'un salon de thé, sans oublier la restauration de la salle principale et la remise en valeur des vitraux. Ces derniers furent réalisés par le maître-verrier Michel Durand, qui avait succédé à Max Ingrand, après sa disparition en 1969.
Une plaque apposée à l'entrée du cinéma mentionne les noms des deux architectes chargés de cette opération.
En avril 2011, Aïda Menouer, étudiante en histoire de l'art, a réalisé un mémoire intitulé La Pagode, de la salle de réception au cinéma d'art et d'essai, sous la direction de Régis Bertholon, à l'Université Panthéon-Sorbonne.
Les autres réalisations auxquelles Luce Eekman a participé sont en particulier : 
- la création de la brasserie Le Diable des Lombards dans le quartier du Marais, à la suite d'une commande d'Yves Saint Laurent Chaussures[14] ;
- l'aménagement des appartements respectifs du cinéaste Louis Malle[15] et de son frère, le producteur Vincent Malle ;
- l'aménagement d'un atelier d'artiste pour l'ingénieur du son de Louis Malle ;
- la Photogalerie[16], lieu original pour l'époque, présentant les créations de diverses agences de photographie, et disparu depuis ;
- la réalisation d'une loggia vitrée dans un immeuble situé rue Delambre à Paris dans le 14ème arrondissement[17] ;
- l'aménagement d'un atelier sur trois niveaux au sein de la Villa Gabriel, rue Falguière, à Paris dans le 15ème arrondissement ;
- la restauration d'appartements dépendant du Bazar de l'Hôtel de Ville ;
- la construction d'un centre de radiologie en Normandie, en collaboration avec Franck Biass, architecte DPLG.

### Figuration au cinéma et au théâtre
Amie depuis la période de l'École alsacienne avec la cinéaste Yannick Bellon, elle apparaît en 1972 dans un film de cette dernière, Quelque part quelqu'un, pour lequel on la consulte pour le rôle principal de l'architecte joué par Loleh Bellon, la sœur de Yannick.
Proche du groupe de théâtre Les Théophiliens et de la troupe de comédiens de Roger Planchon au Théâtre national populaire de Villeurbanne, elle joue un rôle dans la pièce de Francis Sourbié, Enluminures autour des minutes du procès de Gilles de Rais, représentée en 1975 au Théâtre Essaïon à Paris. La pièce a été filmée par Martine Lancelot en 1974.
Grâce à Claude Roy, le beau-frère de Yannick Bellon, elle se lie d'amitié avec l'écrivain Roger Vailland et sa femme Élisabeth Naldi, qui habitent à Meillonnas, dans l'Ain, chez lesquels elle fréquente des intellectuels et des artistes.
Luce Eekman est apparue dans:
- Quelque part quelqu'un, de Yannick Bellon, avec Loleh Bellon et Roland Dubillard, Films de l'Équinoxe, 1972.
- Enluminures autour des minutes du procès de Gilles de Rais, d'après Georges Bataille, mise en scène et adaptation de Francis Sourbié, avec Dominique Chagnaud, Sylvie Lafontaine, Luce Eekman, Daniel Abjean, Jean-Paul Carré, Thierry Chauvière, Emmanuel Dessablet, Emmanuel Franval, Gilles Milinaire, François Siener, Théâtre Essaïon, mars 1975.

### Mémoire de Nicolas Eekman
Fille du peintre néerlandais Nicolas Eekman (1889-1973) et d'Andrée Herrenschmidt (1898-1982), qui habitaient le square de Port-Royal à Paris, elle a créé l'association Le Sillon Nicolas Eekman. Cette association, fondée en 1989, se consacre à perpétuer la mémoire et l’œuvre du peintre par la publication de monographies et par l’organisation d’expositions.
Luce Eekman a organisé, en collaboration avec l'association Le Sillon Nicolas Eekman, plusieurs expositions des œuvres de son père :
- Hôtel Lutetia, Paris, 1989.
- Mairie de Nuenen, Pays-Bas, 1990.
- Unesco, Paris, 1991.
- Fondation Taylor, Paris, mai 2000[24].
- Palais de L'Europe, Musée de Menton, 2004.
- Atelier Grognard, Rueil-Malmaison, 2006.
- Espace Carpeaux, Courbevoie, 2006.
- Librairie grecque Desmos, Paris, 2017.
- Fondation Taylor, Paris, 2018.
- Musée du dessin et de l'estampe originale, Gravelines, 2023.

Elle a également contribué, avec l'association, à la publication de deux livres d'art consacrés à Nicolas Eekman :
- Nicolas Eekman (1889-1973), par Emmanuel Bréon, Claude Roy, Jean-Louis Monod, Luce Eekman et Colette Chaignon, coédition Le Sillon et Somogy, 2004.
- Nicolas Eekman, par Emmanuel Bréon, Norma Éditions, 192 pages, 2021.